# Arnold Issoko
Arnold Nkufo Issoko (Kinshasa, 6 aprile 1992) è un calciatore congolese (Repubblica Democratica del Congo), centrocampista del Moncarapachense.

## Caratteristiche tecniche
È un'ala destra.

## Carriera

### Club
Il 28 agosto 2015 ha esordito in Primeira Liga con la maglia del Vitória Setúbal in un match vinto 4-0 contro l'Académica.

### Nazionale
Il 25 maggio 2016 ha esordito con la nazionale congolese in un'amichevole pareggiata 1-1 con la Romania.

## Statistiche

### Presenze e reti nei club
Statistiche aggiornate al 7 luglio 2017.
| Stagione               | Squadra                | Campionato             | Campionato | Campionato | Coppe nazionali | Coppe nazionali | Coppe nazionali | Coppe continentali | Coppe continentali | Coppe continentali | Altre coppe | Altre coppe | Altre coppe | Totale | Totale | Totale |
| Stagione               | Squadra                | Comp                   | Pres       | Reti       | Comp            | Pres            | Reti            | Comp               | Pres               | Reti               | Comp        | Pres        | Reti        | Pres   | Reti   |        |
| ---------------------- | ---------------------- | ---------------------- | ---------- | ---------- | --------------- | --------------- | --------------- | ------------------ | ------------------ | ------------------ | ----------- | ----------- | ----------- | ------ | ------ | ------ |
| 2011-2012              | Rebordosa              | TD                     | 30         | 9          | TP+TL           | 2+0             | 0               |                    | -                  | -                  |             | -           | -           | 32     | 9      |        |
| 2012-2013              | Limianos               | SD                     | 28         | 2          | TP+TL           | 2+0             | 0               |                    | -                  | -                  |             | -           | -           | 30     | 2      |        |
| ago. 2013              | Chaves                 | SL                     | 2          | 0          | TP+TL           | 0+3             | 0               |                    | -                  | -                  |             | -           | -           | 5      | 0      |        |
| ago.-ott. 2013         | Pedras Salgadas        | 3D                     | 5          | 2          | TP+TL           | 1+0             | 0               |                    | -                  | -                  |             | -           | -           | 6      | 2      |        |
| ott. 2013-2014         | Chaves                 | SL                     | 21         | 2          | TP+TL           | 0               | 0               |                    | -                  | -                  |             | -           | -           | 21     | 2      |        |
| 2014-2015              | Chaves                 | SL                     | 41         | 6          | TP+TL           | 3+4             | 0               |                    | -                  | -                  |             | -           | -           | 48     | 6      |        |
| ago. 2015              | Chaves                 | SL                     | 1          | 0          | TP+TL           | 0+1             | 0               |                    | -                  | -                  |             | -           | -           | 2      | 0      |        |
| Totale Chaves          | Totale Chaves          | Totale Chaves          | 65         | 8          |                 | 11              | 0               |                    | -                  | -                  |             | -           | -           | 76     | 8      |        |
| 2015-2016              | Vitória Setúbal        | PL                     | 30         | 5          | TP+TL           | 2+1             | 0               |                    | -                  | -                  |             | -           | -           | 33     | 5      |        |
| 2016-2017              | Vitória Setúbal        | PL                     | 24         | 0          | TP+TL           | 1+5             | 0               |                    | -                  | -                  |             | -           | -           | 30     | 0      |        |
| 2017-2018              | Vitória Setúbal        | PL                     | 30         | 1          | TP+TL           | 0               | 0               |                    | -                  | -                  |             | -           | -           | 30     | 1      |        |
| Totale Vitoria Setubal | Totale Vitoria Setubal | Totale Vitoria Setubal | 84         | 6          |                 | 9               | 0               |                    | -                  | -                  |             | -           | -           | 93     | 6      |        |
| 2018-2019              | Mumbai City            | ISL                    | 17+2       | 3          | -               | -               | -               |                    | -                  | -                  |             | -           | -           | 19     | 3      |        |
| 2019-2020              | Caen                   | L2                     | 0          | 0          | CF+CL           | 0+0             | 0+0             |                    | -                  | -                  |             | -           | -           | 0      | 0      |        |
| Totale carriera        | Totale carriera        | Totale carriera        | 231        | 30         |                 | 25              | 0               |                    | -                  | -                  |             | -           | -           | 256    | 30     |        |

### Cronologia presenze e reti in nazionale
| Cronologia completa delle presenze e delle reti in nazionale ― RD del Congo | Cronologia completa delle presenze e delle reti in nazionale ― RD del Congo | Cronologia completa delle presenze e delle reti in nazionale ― RD del Congo | Cronologia completa delle presenze e delle reti in nazionale ― RD del Congo | Cronologia completa delle presenze e delle reti in nazionale ― RD del Congo | Cronologia completa delle presenze e delle reti in nazionale ― RD del Congo | Cronologia completa delle presenze e delle reti in nazionale ― RD del Congo | Cronologia completa delle presenze e delle reti in nazionale ― RD del Congo |
| Data                                                                        | Città                                                                       | In casa                                                                     | Risultato                                                                   | Ospiti                                                                      | Competizione                                                                | Reti                                                                        | Note                                                                        |
| --------------------------------------------------------------------------- | --------------------------------------------------------------------------- | --------------------------------------------------------------------------- | --------------------------------------------------------------------------- | --------------------------------------------------------------------------- | --------------------------------------------------------------------------- | --------------------------------------------------------------------------- | --------------------------------------------------------------------------- |
| 25-05-2016                                                                  | Como                                                                        | Romania                                                                     | 1 – 1                                                                       | RD del Congo                                                                | Amichevole                                                                  | -                                                                           | 90’                                                                         |
| Totale                                                                      |                                                                             | Presenze                                                                    | 1                                                                           |                                                                             | Reti                                                                        | 0                                                                           |                                                                             |